# Pachyura australis
Pachyura australis is een keversoort uit de familie Belidae. De wetenschappelijke naam van de soort is voor het eerst geldig gepubliceerd in 1833 door Hope.